# Trưởng quản lý của NASA
Trưởng quản lý của Cơ quan Hàng không và Vũ trụ Quốc gia là quan chức cấp cao nhất của NASA, cơ quan vũ trụ quốc gia của Hoa Kỳ. Trưởng quản lý là người ra quyết định và chính sách của NASA, và chịu trách nhiệm về các quyết định mà họ đưa ra. Trưởng quản lý sẽ phải cung cấp sự rõ ràng cho tầm nhìn của cơ quan, phục vụ như một nguồn lãnh đạo nội bộ trong NASA. Trưởng quản lý là người đứng đầu cơ quan nên họ có vị trí quan trọng trong các chính sách không gian Hoa Kỳ, và trưởng quản lý được hỗ trợ bởi một phó quản lý.
Tổng thống sẽ là người đề cử trưởng quản lý theo nhu cầu và ý thích của họ, với sự tư vấn của Thượng viện, sau đó Thượng viện sẽ hội họp và để đồng ý hay bác bỏ người đề cử mà Tổng thống đề cử. Cựu thượng nghị sĩ và phi hành gia Bill Nelson hiện đang là trưởng quản lý kể từ ngày 3 tháng 5 năm 2021.

## Nhiệm vụ và trách nhiệm
Trưởng quản lý đóng vai trò là giám đốc điều hành của NASA, chịu trách nhiệm trước Tổng thống về sự lãnh đạo cần thiết để đạt được sứ mệnh của cơ quan. Sự lãnh đạo này đòi hỏi phải làm rõ tầm nhìn của cơ quan, thiết lập các ưu tiên về chương trình, ngân sách, các chính sách nội bộ và đánh giá hiệu suất của Cơ quan.

## Lịch sử
Trưởng quản lý đầu tiên của NASA là Tiến sĩ T. Keith Glennan; trong nhiệm kỳ của mình, ông đã tập hợp nhiều dự án khác nhau trong việc nghiên cứu phát triển không gian ở Mỹ. Daniel Goldin là người giữ chức vụ này trong thời gian dài nhất (gần 10 năm).Ông được biết đến với việc đi tiên phong trong cách tiếp cận "nhanh hơn, tốt hơn, rẻ hơn" đối với các chương trình không gian. Người duy nhất giữ chức vụ này hai lần là James C. Fletcher, người tái nhiệm trở lại NASA sau vụ thảm họa Challenger.
Trưởng quản lý hiện tại là cựu thượng nghị sĩ và phi hành gia Bill Nelson, người được Tổng thống Joe Biden đề cử vào ngày 19 tháng 3 năm 2021,. Ông được Thượng viện chấp thuận vào ngày 29 tháng 4, và chính thức tuyên thệ nhậm chức vào ngày 3 tháng 5.

## Danh sách Trưởng quản lý
Ghi chú
| STT. | Chân dung              | Tên                                              | Nhậm chức         | Rời nhiệm sở      | Số ngày đương nhiệm | Phục vụ dưới quyền Tổng thống | Phục vụ dưới quyền Tổng thống |
| ---- | ---------------------- | ------------------------------------------------ | ----------------- | ----------------- | ------------------- | ----------------------------- | ----------------------------- |
| 1    | T. Keith Glennan       | T. Keith Glennan                                 | 19 tháng 8, 1958  | 20 tháng 1, 1961  | 885                 |                               | Dwight D. Eisenhower          |
|      | Hugh L. Dryden         | Tiến sĩ Hugh L. Dryden                           | 21 tháng 1, 1961  | 14 tháng 2, 1961  | 24                  |                               | John F. Kennedy               |
| 2    | James E. Webb          | James E. Webb                                    | 14 tháng 2, 1961  | 7 tháng 10, 1968  | 1035                |                               | John F. Kennedy               |
| 2    | James E. Webb          | James E. Webb                                    | 14 tháng 2, 1961  | 7 tháng 10, 1968  | 1781 (tổng 2816)    |                               | Lyndon B. Johnson             |
| 3    | Thomas O. Paine        | Tiến sĩ Thomas O. Paine                          | 8 tháng 10, 1968  | 21 tháng 3, 1969  | 104                 |                               | Lyndon B. Johnson             |
| 3    | Thomas O. Paine        | Tiến sĩ Thomas O. Paine                          | 8 tháng 10, 1968  | 21 tháng 3, 1969  | 60                  |                               | Richard Nixon                 |
| 3    | Thomas O. Paine        | Tiến sĩ Thomas O. Paine                          | 21 tháng 3, 1969  | 15 tháng 9, 1970  | 543 (tổng 707)      |                               | Richard Nixon                 |
| -    | George M. Low          | Tiến sĩ George M. Low                            | 16 tháng 9, 1970  | 26 tháng 4, 1971  | 222                 |                               | Richard Nixon                 |
| 4    | James C. Fletcher      | Tiến sĩ James C. Fletcher                        | 27 tháng 4, 1971  | 1 tháng 5, 1977   | 1200                |                               | Richard Nixon                 |
| 4    | James C. Fletcher      | Tiến sĩ James C. Fletcher                        | 27 tháng 4, 1971  | 1 tháng 5, 1977   | 895                 |                               | Gerald Ford                   |
| 4    | James C. Fletcher      | Tiến sĩ James C. Fletcher                        | 27 tháng 4, 1971  | 1 tháng 5, 1977   | 101 (tổng 3258)     |                               | Jimmy Carter                  |
| -    | Alan M. Lovelace       | Tiến sĩ Alan M. Lovelace                         | 2 tháng 5, 1977   | 20 tháng 6, 1977  | 49                  |                               | Jimmy Carter                  |
| 5    | Robert A. Frosch       | Tiến sĩ Robert A. Frosch                         | 21 tháng 6, 1977  | 20 tháng 1, 1981  | 1309                |                               | Jimmy Carter                  |
| -    | Alan M. Lovelace       | Tiến sĩ Alan M. Lovelace                         | 21 tháng 1, 1981  | 10 tháng 7, 1981  | 171 (tổng 220)      |                               | Ronald Reagan                 |
| 6    | James M. Beggs         | James M. Beggs                                   | 10 tháng 7, 1981  | 4 tháng 12, 1985  | 1608                |                               | Ronald Reagan                 |
| -    | William R. Graham      | Tiến sĩ William R. Graham                        | 4 tháng 12, 1985  | 11 tháng 5, 1986  | 158                 |                               | Ronald Reagan                 |
| 7    | James C. Fletcher      | Tiến sĩ James C. Fletcher                        | 12 tháng 5, 1986  | 8 tháng 4, 1989   | 984                 |                               | Ronald Reagan                 |
| 7    | James C. Fletcher      | Tiến sĩ James C. Fletcher                        | 12 tháng 5, 1986  | 8 tháng 4, 1989   | 78 (tổng 3258)      |                               | George H.W. Bush              |
| -    | Dale D. Myers          | Dale D. Myers                                    | 8 tháng 4, 1989   | 13 tháng 5, 1989  | 35                  |                               | George H.W. Bush              |
| 8    | Richard H. Truly       | Phó Đô đốc (đã giải ngũ) Richard H. Truly        | 14 tháng 5, 1989  | 30 tháng 6, 1989  | 47                  |                               | George H.W. Bush              |
| 8    | Richard H. Truly       | Phó Đô đốc (đã giải ngũ) Richard H. Truly        | 1 tháng 7, 1989   | 31 tháng 3, 1992  | 1004 (tổng 1052)    |                               | George H.W. Bush              |
| 9    | Daniel S. Goldin       | Daniel S. Goldin                                 | 1 tháng 4, 1992   | 17 tháng 11, 2001 | 294                 |                               | George H.W. Bush              |
| 9    | Daniel S. Goldin       | Daniel S. Goldin                                 | 1 tháng 4, 1992   | 17 tháng 11, 2001 | 2922                |                               | Bill Clinton                  |
| 9    | Daniel S. Goldin       | Daniel S. Goldin                                 | 1 tháng 4, 1992   | 17 tháng 11, 2001 | 301 (tổng 3517)     |                               | George W. Bush                |
| -    | Daniel R. Mulville     | Tiến sĩ Daniel R. Mulville                       | 19 tháng 11, 2001 | 21 tháng 12, 2001 | 32                  |                               | George W. Bush                |
| 10   | Sean O'Keefe           | Sean O'Keefe                                     | 21 tháng 12, 2001 | 11 tháng 2, 2005  | 1148                |                               | George W. Bush                |
| -    | Frederick D. Gregory   | Đại tá (đã giải ngũ) Frederick D. Gregory        | 11 tháng 12, 2005 | 14 tháng 4, 2005  | 62                  |                               | George W. Bush                |
| 11   | Michael D. Griffin     | Tiến sĩ Michael D. Griffin                       | 14 tháng 4, 2005  | 20 tháng 1, 2009  | 1377                |                               | George W. Bush                |
| -    | Christopher Scolese    | Christopher Scolese                              | 21 tháng 1, 2009  | 16 tháng 7, 2009  | 176                 |                               | Barack Obama                  |
| 12   | Charles F. Bolden, Jr. | Thiếu tướng (đã giải ngũ) Charles F. Bolden, Jr. | 17 tháng 7, 2009  | 20 tháng 1, 2017  | 2744                |                               | Barack Obama                  |
| -    | Robert Lightfoot       | Robert M. Lightfoot Jr.                          | 20 tháng 1, 2017  | 23 tháng 4, 2018  | 458                 |                               | Donald Trump                  |
| 13   | Jim Bridenstine        | Thiếu tá Jim Bridenstine                         | 23 tháng 4, 2018  | 20 tháng 1, 2021  | 1003                |                               | Donald Trump                  |
| -    | Steve Jurczyk          | Steve Jurczyk                                    | 20 tháng 1, 2021  | 3 tháng 5, 2021   | 103                 |                               | Joe Biden                     |
| 14   | Bill Nelson            | Bill Nelson                                      | 3 tháng 5, 2021   | Đương nhiệm       | 1421                |                               | Joe Biden                     |

## Người có thể được Tổng thống đề cử
Người có thể được Tổng thống chọn để đề cử lên Thượng viên gồm những người như sau:
1. Phó quản lý viên của NASA
2. Trưởng quản lý liên kết với NASA
  1. Phó quản lý viên liên kết với NASA (nếu có)
3. Chánh văn phòng của trưởng quản lý NASA
4. Giám đốc Trung tâm Vũ trụ Johnson (Houston, Texas)
5. Giám đốc Trung tâm Vũ trụ Kennedy (Đảo Merritt, Florida)
6. Giám đốc Trung tâm Nghiên cứu bay Không gian Marshall (Redstone Arsenal, Alabama)

Trong trường hợp không có Phó quản lý của NASA và Trưởng quản lý liên kết với NASA để giữ vai trò Trưởng quản lý, thì phó quản lý viên liên kết với NASA đảm nhận vai trò quyền phó quản lý của NASA.